# کریستین کاپک
کریستین کاپک (انگلیسی: Christian Cappek؛ زادهٔ ۲۵ ژوئیهٔ ۱۹۹۰) بازیکن فوتبال اهل آلمان است.
از باشگاه‌هایی که در آن بازی کرده‌است می‌توان به باشگاه فوتبال کیکرز اوفنباخ، باشگاه فوتبال ارتسگبیرگ آئو، باشگاه فوتبال وهن ویسبادن، و باشگاه فوتبال کمنیتس اشاره کرد.